# Département de Chinandega
Le département de Chinandega (en espagnol : Departamento de Chinandega) est un des 15 départements du Nicaragua. Il est étendu sur 4 926 km2 et a une population de 437 888 hab. (estimation 2019). Sa capitale est Chinandega.

## Géographie
Le département est limitrophe :
— au nord, de la république du Honduras ;
— au nord-est, des départements de Madriz et d'Estelí ;
— à l'est et au sud-est, du département de León.
Le département dispose en outre d'une façade maritime, du sud-ouest au nord-ouest, sur l'océan Pacifique, incluant un accès au golfe de Fonseca.

## Municipalités
Le département est subdivisé en 13 municipalités :
- Chichigalpa
- Chinandega
- Cinco Pinos
- Corinto
- El Realejo
- El Viejo
- Posoltega
- Puerto Morazán
- San Francisco del Norte
- San Pedro del Norte
- Santo Tomás del Norte
- Somotillo
- Villa Nueva